# Radinovo Brdo
 Radinovo Brdo  falu Horvátországban Zágráb megyében. Közigazgatásilag Zsumberk községhez tartozik.

## Fekvése
Zágrábtól 47 km-re délnyugatra, községközpontjától Kostanjevactól 6 km-re nyugatra a Zsumberki-hegység déli lejtőin fekszik. Településrészei: Dragišići, Dragišič-Rašće, Latkovići, Ognjanovci, Rađenovići és Tupci.

## Története
1830-ban 5 házában 67 görögkatolikus lakos élt. 1857-ben 65-en lakták. 1910-ben 129 lakosa volt. Trianon előtt Zágráb vármegye Jaskai járásához tartozott. A falunak 2011-ben 9  lakosa volt. Lakói mezőgazdasággal, állattenyésztéssel, szőlőtermesztéssel foglalkoznak. A zsumberki Szent Miklós plébániához tartozik.

## Lakosság
| Lakosság változása | Lakosság változása | Lakosság változása | Lakosság változása | Lakosság változása | Lakosság változása | Lakosság változása | Lakosság változása | Lakosság változása | Lakosság változása | Lakosság változása | Lakosság változása | Lakosság változása | Lakosság változása | Lakosság változása | Lakosság változása |
| ------------------ | ------------------ | ------------------ | ------------------ | ------------------ | ------------------ | ------------------ | ------------------ | ------------------ | ------------------ | ------------------ | ------------------ | ------------------ | ------------------ | ------------------ | ------------------ |
| 1857               | 1869               | 1880               | 1890               | 1900               | 1910               | 1921               | 1931               | 1948               | 1953               | 1961               | 1971               | 1981               | 1991               | 2001               | 2011               |
| 65                 | 99                 | 124                | 145                | 137                | 129                | 120                | 127                | 119                | 103                | 88                 | 70                 | 48                 | 23                 | 16                 | 9                  |

## Külső hivatkozások
- Žumberak község hivatalos oldala
- A Zsumberki közösség honlapja